# پارک طبیعی مورش سیدلاون
پارک طبیعی مورش سیدلاون (به لاتین: Mureș Floodplain Natural Park) یک منطقه حفاظت‌شده، دشت سیلابی و باتلاق در رومانی است.